# Ângelo de Quadros Bitencourt
Ângelo de Quadros Bitencourt, primeiro e único barão de Gorutuba (Caetité, c.1831 — Grão Mogol, 9 de março de 1892) foi um político e empresário brasileiro.

## Biografia
Filho de João de Quadros Bittencourt e Delfina Rosa de Jesus, casou-se primeiro com Isabel Augusta de Sá, filha do Coronel Francisco José de Sá e Jacinta Francisca Veloso, com quem teve 18 filhos. Viúvo, casou-se com sua cunhada Jacinta Amélia Veloso de Sá, irmã da primeira, com quem teve outros 8 filhos. Suas duas esposas eram tias do ministro Francisco Sá.
Mudou-se para Montes Claros no último quartel do século XIX. Em 1880 fundou em sociedade a fábrica de tecidos de algodão localizada à margem direita do Córrego do Cedro, distante 6 quilômetros da cidade. A sociedade Rodrigues, Soares, Bittencourt, Velloso & Cia. -  Filatório Montes Claros, com o capital de 150.000$000 (cento e cinquenta contos de réis), iniciou os trabalhos em 1882, e dispunha de 72 teares e 127 operários, produzindo 30 000 m de tecidos vários por mês. Todo equipamento, importado dos Estados Unidos, foi por via fluvial até Guaicuí, e daí para Montes Claros, em carros de boi. A fábrica foi destruída por um incêndio em 1889, tendo sido reconstruída e posteriormente paralisada. A fábrica teve o cel. Ângelo como gerente por vários anos, e a sociedade tinha como sócios: - Manuel Rodrigues e Donato Rodrigues, de Grão Mogol, que subscreveram 53,3% do capital; - Antônio Narciso Soares, de Montes Claros; - Ângelo de Quadros Bitencourt, de Caetité; e - Cel. Gregório José Veloso, de Montes Claros, pai do desembargador Veloso.
O equipamento da Fábrica do Cedro foi transferido em 1914 para a firma Costa & Cia., composta pelos senhores Joaquim José da Costa, José Antônio da Costa Júnior, Camilo Prates, João Catoni e João Rodrigues da Silva. Essa fábrica funcionou até os anos 1980, quando encerrou suas atividades, sendo seu último proprietário o Engenheiro Simeão Ribeiro Pires.
Em 03/05/1884 foi agraciado oficial da Imperial Ordem da Rosa, por ter dado liberdade a vários de seus escravos:
P. De carta em 3-5-84. Sarmento. O Sr. Angelo de Bittencourt devo de nomea-lo Official e não Cavalleiro da ordem da Rosa. 2-5-84. Silva.
Attendendo ao relevante serviço que Angelo de Bittencourt prestou ao Estado e à humanidade concedendo liberdade gratuita a sete escravos: Hei por bem, de conformidade com o disposto no §3o. do art. 9o. do Decreto no. 2853 de 7 de dezembro de 1861, Nomeal-o Official do Ordem da Rosa. Palacio do Rio de Janeiro, em trez de maio de mil oitocentos e oitenta e quatro, sexagesimo terceiro da Independencia e do Imperio. D. Pedro II. Francisco Antunes Maciel.
As cartas de liberde. foram restituidas ao agraciado nesta data. 9-5-84. Sarmento Júnior.
Em 20 de junho de 1889 foi agraciado com o título de Barão de Gorutuba:
Querendo distinguir e honrar ao Coronel Angelo de Quadros Bittencourt, Hei por bem fazer-lhe mercê do titulo de Barão de Gorutuba.
Palácio do Rio de Janeiro, em vinte de junho de mil oitocentos e oitenta e nove, sexagesimo oitavo da Independencia e do Imperio. D. Pedro II. Barão de Loreto.
Retirando-se da sociedade Rodrigues, Soares, Bittencourt, Velloso & Cia., o cel. Ângelo adquiriu a Fazenda Campo Grande, em Juramento, onde passou a residir. Foi coronel da Guarda Nacional, Juiz de Paz no Distrito de Gorutuba, e vereador à Câmara Municipal de Grão Mogol.
Segundo D. Jacinta, sua viúva, o cel. morreu de infarto, ao ser cobrado novamente por vendedor da fábrica de tecidos do Cedro. Após sua morte, a Fazenda Campo Grande foi vendida a Manuel Batista Braga, recém chegado do estado da Bahia. Por aquela região passava a chamada estrada baiana, por onde transmigravam grande parte dos nortistas em busca de terras rurais férteis e frescas, que ali possuíam estas condições. Também lá, onde ainda existe bom número de Quadros e Sás, se encontra a origem do cel. Ângelo.